# Toni Packer
Toni Packer (ur. 5 lipca 1927, zm. 23 sierpnia 2013) – nauczycielka medytacji, założycielka Springwater Center. Była uczennicą buddyzmu zen w linii przekazu Sanbo Kyodan, później nauczycielką zen w Rochester Zen Center, gdzie miała zostać następczynią Philipa Kapleau. Odeszła jednak stamtąd, gdyż coraz bardziej sceptycznie odnosiła się do praktykowanych tam japońskich rytuałów w zen. Później odeszła od buddyzmu zen.
Wysoko ceniona za postawę i styl nauczania, bywa określana jako "nauczyciel zen, minus zen i minus nauczyciel".

## Publikacje

### Książki w przetłumaczone na język polski
- Wolność od autorytetu. Warszawa, Wydawnictwo Sic!, 1994. Tytuł oryginału:Work of this moment. Przekład Jacek Dobrowolski. ISBN 978-83-86056-07-1
- Światło odkrywania. Warszawa. Jacek Santorski & Co Agencja Wydawnicza, 2007. Tytuł oryginału: Light of discovery. Przekład: Anna Florek

### Książki w języku angielskim
- Packer, T (1990). The Work of This Moment. Shambhala Publications. ISBN 0-87773-536-0.
- Packer, T (1995). The Light of Discovery. Charles E. Tuttle. ISBN 0-8048-3063-0.
- Packer, T (1995). Seeing Without Knowing & What Is Meditative Inquiry?. Springwater Center. OCLC 35850237.
- Packer, T (2002). The Wonder of Presence and the Way of Meditative Inquiry. Shambhala Publications. ISBN 1-57062-875-0.
- Packer, T (2007). The Silent Question: Meditating in the Stillness of Not-Knowing. Shambhala Publications. ISBN 1-59030-410-1.